# Pijaral
Pijaral este o arie protejată (arie specială de conservare — SAC, sit de importanță comunitară — SCI) din Spania întinsă pe o suprafață de 295,7 ha, integral pe uscat.

## Localizare
Centrul sitului Pijaral este situat la coordonatele 28°33′40″N 16°10′57″W / 28.5611°N 16.1826°V.

## Înființare
Situl Pijaral a fost declarat sit de importanță comunitară în octombrie 1999 pentru a proteja 4 specii de plante. Situl a fost protejat și ca arie specială de conservare în ianuarie 2010.

## Biodiversitate
Situată în ecoregiunea , aria protejată conține 4 habitate naturale: Păduri de Olea și Ceratonia, Pajiști macaroneziene cu vegetație endemică, Păduri macaroneziene de dafin (Laurus, Ocotea), Pante stâncoase silicioase cu vegetație casmofită.
La baza desemnării sitului se află mai multe specii protejate de  plante (4): Culcita macrocarpa, Sambucus nigra subsp. palmensis, Vandenboschia speciosa, Woodwardia radicans.